# تشيز دي الباقو
تشيزدي الباقو؛ هي بلدية في مقاطعة بيلونو في منطقة فينيتو الإيطالية، وتقع على بعد حوالي 80 كيلومتر (50 ميل) شمال البندقية وحوالي 15 كيلومتر (9 ميل) شرق بيلونو.
تقع منطقة تشيزدي الباقو على حدود البلديات التالية: بارسيسوكلاوت وبايفي دي الباقو وبوس دي الباقوو تامبر.